# 100 Girls
Pour plus de détails, voir Fiche technique et Distribution.
100 Girls est un film américain réalisé par Michael Davis, sorti en 2000. Bien que sorti en salles dans des pays comme la France, le film est sorti directement en vidéo aux États-Unis.

## Synopsis
Alors qu’il quitte une fête se déroulant dans le dortoir des filles, Matthew se retrouve piégé par une panne de courant dans l’ascenseur en compagnie d’une inconnue qu’il n’a même pas eu le temps d'entrevoir avant d’être plongé dans l’obscurité. Bientôt, de discussions en confidences, Matthew et l’inconnue font l'amour, mais quand il se réveille au petit matin — toujours dans l'ascenseur — la demoiselle a disparu, ne laissant que sa petite culotte.
Pour retrouver sa Cendrillon, Matthew part à la recherche du soutien-gorge assorti à la culotte. Mais comme la résidence des filles est en temps normal formellement interdite à la gent masculine, Matthew choisit de se faire passer pour un homme d'entretien. Et pour s’introduire dans les chambres et examiner les sous-vêtements des étudiantes, il use des toutes les stratégies possibles : lâcher de souris, dérèglement de la climatisation, bris de vitres, etc. Pourtant, alors qu’il fouille une des chambres, Matthew est surpris par Wendy, qui s’avère être une ancienne camarade de lycée. Intriguée par sa quête, la jeune femme ne le dénonce pas et propose de l’aider à retrouver l'amour de sa vie.
En outre, l’exploration minutieuse des chambres n'est pas la seule option de Matthew : chaque semaine il passe une petite annonce dans le journal de l’école, fixant un rendez-vous à la belle. Une nuit, la demoiselle mystérieuse vient lui demander de cesser de la chercher, sans qu’il ait pu voir son visage.
Désespéré, Matthew tente le tout pour le tout et déclare, ou plutôt déclame, son amour face au bâtiment des filles, espérant que la belle, touchée par sa démarche, se dévoile enfin.

## Fiche technique
- Titre : 100 Girls
- Réalisation : Michael Davis
- Scénario : Michael Davis
- Musique : Kevin Bassinson
- Production : Ehud Bleiberg, Terence Michael, Yitzhak Ginsberg et Richard Finney
- Pays d'origine : États-Unis
- Langue : Anglais
- Durée : 95 minutes
- Date de sortie : 
  - France : 4 juillet 2001

## Distribution
- Jonathan Tucker : Matthew, l'amoureux transi
- Emmanuelle Chriqui (VF : Cécile Nodie) : Patty, l'artiste dévergondée
- James DeBello : Rod, l'obsédé sexuel
- Katherine Heigl (VF : Barbara Villesange) : Arlene, le garçon manqué
- Larisa Oleynik : Wendy, la bonne copine
- Jaime Pressly : Cynthia, la bombe
- Marissa Ribisi : Dora, l'intello
- Johnny Green (VF : Jérôme Pauwels) : Crick, le crétin balèze
- Aimee Graham : Mademoiselle Stern, la prof féministe
- Ange Billman : Dana, accro aux algues
- Kristina Anapau : Sasha, n'aime que le violet
- Reilly McLaren (VF : Laura Blanc) : Janeite no 2
- Kristin Herold : Barbara, bronzée toute l'année
- Anya Marina : Rhonda, s'épile le sourcil à longueur de journée
- Josephine Angelini : Michelle, fredonne tout le temps
- Julieanne Steger : Penny, la pleureuse
- Ivana Bozilovic : René, écrit ses anti-sèches sur ses seins
- Eric Szmanda (VF : Jérémy Prévost) : Sam
- Crystal Kwon (VF : Stéphanie Hédin) : Man Hater
- Lydia Castro : la fille cachée qui ne sort jamais de sa chambre

 Source et légende : version française (VF) sur RS Doublage

## Autour du film
- Michael Davis a apporté un soin particulier à la scène d'amour entre Patty et Matthew. Emmanuelle Chriqui (Patty) raconte : « Michael est tellement drôle : il avait absolument tout dessiné sur des story-boards, toutes les positions que l'on devait prendre, etc. Au début, c’était vraiment bizarre mais il nous a tous mis très à l'aise. Il nous a montré que c’était une véritable chorégraphie ! ». D'ailleurs le réalisateur ajoute : « La plupart des films ne sont jamais exacts ni réalistes. J'ai voulu faire un film honnête dans son discours sur le sexe. Lorsque Matthew fait l'amour à une fille, dans le film, il ne lui fait pas un amour de cinéma où le type se glisse entre les jambes de la fille comme si de rien n'était… C'est plutôt le genre d'amour où le couple se découvre, tâtonne et finit par rire de sa maladresse et des bruits que font leurs corps en se frottant l’un contre l’autre ! »

- American Sexy Girls (2002) est une suite thématique par le même auteur/directeur. Le film connu une sortie limitée en salles sous le titre Girl Fever avant d'être édité en DVD sous le nom American Sexy Girls[2].